# Exilisia lichenaria
Exilisia lichenaria là một loài bướm đêm thuộc phân họ Arctiinae, họ Erebidae.